# Kreuzkirche (Herne)
Die Kreuzkirche ist ein Kirchenbauwerk der Evangelischen Kreuzkirchengemeinde in Herne, Stadtbezirk Mitte. Die Kirche ist auch ein Veranstaltungsort der jährlich im November stattfindenden Tage Alter Musik.

## Vorgängerbauwerk
Ursprung der evangelischen Kirchengemeinde war die romanische St. Dionysius-Kirche in der Mitte des Kirchdorfes Herne. Diese war 1872 nicht baufällig, jedoch für die stetig wachsende Zahl der Gemeindemitglieder viel zu klein.

## Baugeschichte
Am 25. Januar 1869 beschloss das Presbyterium der Gemeinde, von 1870 an eine jährliche Kirchensteuer-Umlage von 1.000 Talern für einen Neubau anzusammeln, doch erst im Juli 1871 kamen die Pläne in Gang und der Kirchenbaufonds wurde auf 1.500 Taler erhöht.
Nachdem die Gemeinde durch den Bergbau enorm angewachsen war und die Kapazität der alten Kirche nicht länger ausreichte, musste das Problem des Bauplatzes gelöst werden; die eine Seite bestand auf den alten Standort, die andere setzte sich abschließend mit dem neuen Garten hinter der Pastorei durch.
Nach einer Ortsbegehung im Juli 1872 wurden die Essener Architekten Julius Flügge und Peter Zindel mit dem Entwurf und der Bauleitung beauftragt. Die Pläne wurden neben den veranschlagten Kosten von 64.300 Talern am 13. Dezember 1873 von der Arnsberger Bezirksregierung genehmigt. Am 2. Mai 1873 übertrug die Gemeinde die Bauausführung an den Herner Maurermeister Dieckhoff und den Zimmermann Stamm. 
Am 15. Mai 1873 begann der Neubau mit dem Abbruch des alten Kirchturms, um dessen Steine für das Fundament der neuen Kirche wiederzuverwenden. Nachdem die Mauern bereits einen Meter hoch standen, wurde am 5. Oktober 1873 (Erntedank) der Grundstein gelegt. Im November 1873 wurde von Pastor Dransfeld ein Kostenplan von rund 90.000 Talern festgestellt, diese Summe sollte durch Anleihen gedeckt werden. Letztlich betrugen die Gesamtkosten weit über 100.000 Taler bzw. 300.000 Mark. Am 3. Juli 1875 wurde der Turm fertiggestellt, am 2. Oktober 1875 der Wetterhahn gesetzt und am 2. Dezember 1875 die neue Kirche geweiht.
Die Kirche ist 44 Meter lang und 27,5 Meter hoch. Der Turm misst bis zum Hahn insgesamt 57,5 Meter. Die Kirche wurde in Sichtmauerwerk aus roten Ziegelsteinen erbaut; die Gliederungen bestehen aus Sandstein. Das Innere ist als Hallenkirche mit Emporen konzipiert, der Chor hat einen Fünf-Achtel-Schluss. Mehr als 80 Jahre lang wurde sie Evangelische Hauptkirche genannt, bis das Bauwerk 1963 offiziell den Namen Kreuzkirche erhielt.

## Ausstattung
2006 erfolgte eine Innenrenovierung durch die Architekten Hülsmann & Boländer aus Bochum/Warstein.
- Hinzufügung eines Retabels, eines neuen dreiflügeligen Altarbildes zur Ergänzung des historischen Altares.
- Neues Taufbecken von 2006 im Zentrum eines Stuhlkreises vor dem Hochaltar.[2]

### Fenster
Die Kirchenfenster wurde zwischen 1951 und 1953 nach Entwürfen des Malers und Grafikers Rudolf Fuchs (1892 bis 1985) aus Diez an der Lahn gestaltet.

### Orgel

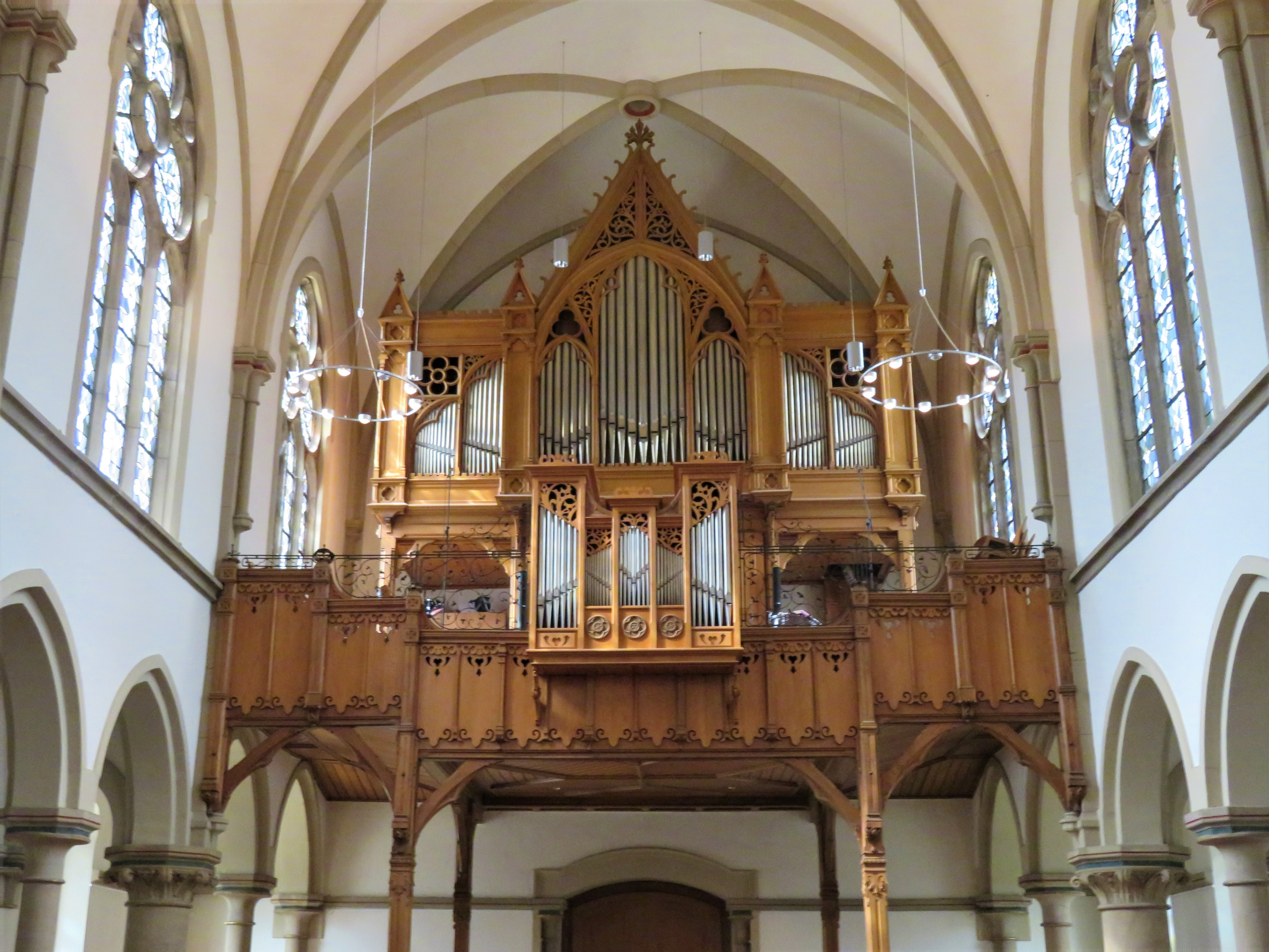
Die Orgel auf der Westempore

Die Orgel wurde im Jahr 1877 durch Johann Friedrich Schulze & Söhne aus Paulinzella in Thüringen erbaut und 1902 durch die Ludwigsburger Orgelbaufirma E. F. Walcker & Cie. vergrößert. Weitere Umbauten unternahmen 1954 Alfred Raupach aus Hattingen und 1979 Klaus Becker aus Kupfermühle bei Hamburg.
Die Umbauten und die Renovierung der Kirche zogen die Orgel stark in Mitleidenschaft, so dass schließlich ein Rückbau in den Ursprungszustand beschlossen wurde. Diese Arbeit führten von Mai bis November 2010 die Firmen Schumacher aus Baelen in Belgien und der Kölner Orgelbauer Björn-Daniel Reich aus.
Das Instrument hat folgende Disposition:
| Rückpositiv       |       |   |
| Gemshorn          | 8′    | W |
| Liebl. Gedackt    | 8′    | S |
| Prinzipal         | 4′    | B |
| Gedackt           | 4′    | S |
| Oktave            | 2′    |   |
| Flöte             | 2′    |   |
| Sesquialter II    |       | R |
| Quinte (Vorabzug) | 1 ⁄3′ |   |
| Zimbel III        | 1′    | R |
| Dulzian           | 8′    | R |
| Tremulant         |       |   |

| Hauptwerk |       |          |
| Bordun    | 16′   | S        |
| Prinzipal | 8′    | B        |
| Hohlflöte | 8′    | S        |
| Gambe     | 8′    | teilw. W |
| Oktave    | 4′    | S & B    |
| Rohrflöte | 4′    | W        |
| Quinte    | 2 ⁄3′ | S        |
| Oktave    | 2′    | S        |
| Mixtur IV | 2′    | R        |
| Trompete  | 8′    | teilw. W |

| Schwellwerk           |     |   |
| Liebl. Gedackt        | 16′ | S |
| Geigenprinzipal       | 8′  | W |
| Salicional            | 8′  | S |
| Voix céleste          | 8′  | W |
| Oktave                | 4′  | W |
| Fluit harmonique      | 4′  | W |
| Viola                 | 4′  | S |
| Harmonia aetheria III |     | W |
| Oboe                  | 8′  | W |
| Tremulant             |     |   |

| Pedal       |     |         |
| Prinzipal   | 16′ | W       |
| Subbass     | 16′ | S       |
| Oktavbass   | 8′  | S & Neu |
| Violoncello | 8′  | neu & W |
| Gedacktbass | 8′  | S       |
| Choralbass  | 4′  | W       |
| Posaune     | 16′ | S       |
| Trompete    | 8′  |         |
| Clarion     | 4′  | R       |

Anmerkungen
S = Orgelbauer Schulze 1877
W = Orgelbauer Walcker 1902
R = Orgelbauer Raupach 1954
B = Orgelbauer Becker 1979
d
Die nicht gekennzeichneten Register sind neu (historisch) bzw. im Stile Walckers rekonstruiert.
Das dreistimmige Gussstahlgeläut erklingt im Te-Deum-Motiv (kleine Terz – große Sekunde) h°-d'-e' und wurde im Jahre 1923 beim Bochumer Verein gegossen.